# 小松美咲
小松 美咲（こまつ みさき、1992年4月18日 - ）は、日本のグラビアアイドル、女優。静岡県浜松市中央区出身。かつてサンミュージックプロダクションに所属していた。

## 来歴・人物
「ミスFALASH2012」でグランプリを獲得し、テレビ、舞台、CM等で活躍。主な出演作品は、日本テレビ『音龍門』、韓国KBSドラマ『ドリームハイ』、ミュージカル『源氏物語』、ニッポン放送『有楽町モバイルラジオ研究会』、CM『梅の花』ほか。
2014年3月31日より日本テレビ『PON!』に金曜日のお天気お姉さんとしてレギュラー出演。
姉がいる。
趣味は歌うこと、DVD鑑賞、テレビゲーム。特技は珠算。
2020年8月31日をもってサンミュージックプロダクションを退所し、芸能活動休止となった。

## 出演

### テレビ
- 音龍門「朗読少女」（2011年2月13日、日本テレビ）
- 秘密の投資術！カリスマOLが教えてあげる（2012年3月、アクトオンTV）
- PON!（2014年3月31日 - 2015年3月27日、日本テレビ） - お天気お姉さん（金曜日担当）
- コヤブガチピン写真館（2014年4月29日、フジテレビONE）
- D-sports SHIZUOKA（2015年4月4日 - 7月、静岡第一テレビ） - VTR出演
- 深夜喫茶スジガネーゼ（2016年4月16日 - 、フジテレビ） - バニーガール
- AKBホラーナイト アドレナリンの夜 第27話「死舞」（2016年1月14日、テレビ朝日）
- 東北魂TV「部長・島川耕平、妻子あり」（2017年4月2日、BSフジ）

### テレビドラマ
- 韓国ドラマ『ドリームハイ』（2011年1月、韓国KBS）
- チーム・バチスタ3 アリアドネの弾丸 最終話（2011年9月、フジテレビ）
- マッチング・ラブ（2014年12月、TBS） - ユイ 役
- 脱線刑事～前代未聞の早押しクイズ連動ドラマ～（2015年12月、CBCテレビ）
- AKBホラーナイト アドレナリンの夜～死舞～ 27話（2016年1月、テレビ朝日）
- ドルチェの雫（2016年2月、NHK BSプレミアム）
- AKBラブナイト 恋工場 25話（2016年7月、テレビ朝日）- 美香 役
- 所轄刑事10（2016年、フジテレビ） - 香坂五月 役

### 映画
- じんじん（2013年） - 日下部彩香 役[5]

### オリジナルビデオ
- ほんとうにあった怖い話 第二十四夜（2013年2月2日、ブロードウェイ）

### ラジオ
- 有楽町モバイルラジオ研究会（2012年3月、ニッポン放送）
- まだまだゴチャ・まぜっ!〜集まれヤンヤン〜（2012年4月21日 - 2013年4月13日、MBSラジオ） - レギュラー
- バーガーキングpresents BACK←TO THE ワイルド（2016年4月6日 - 6月29日、@FM） - レギュラー
- バーガーキングpresents BACK←TO THE ワイルドⅡ（2016年7月6日 - 9月28日、@FM） - レギュラー
- Tresen （2018年4月4日 - 2019年3月27日、FMヨコハマ）水曜日レギュラーDJ

### 舞台
- ニコニコミュージカル 舞台劇「KOKORO ココロ」（2011年4月29日 - 5月8日、北千住THEATRE1010） - 主演：リン 役
- 見よ、飛行機の高く飛べるを（2011年9月21日 - 25日、中野テアトルBONBON）
- ニコニコミュージカル「源氏物語」（2011年11月16日 - 23日、全労済ホールスペース・ゼロ） - 夕顔 役

### ゲーム
- Wonder Momo: Typhoon Booster（2014年4月9日、Google Play） - 松尾アキホ / アマゾーナ 役　※声の出演[6]

### CM
- 梅の花（2011年10月1日 - 2012年9月30日）
- ディズニー映画「ベイマックス」（2014年12月 - ）
- エスエス製薬 アレジオン10「つらくない人VSつらい人篇」（2015年2月 - ）
- タイヘイ（2016年4月 - ）

### ミュージックビデオ
- KIDS「さよなら」（1stアルバム『回遊記-Round About』収録曲）（2014年7月）

## 作品

### DVD
- ニコニコミュージカル KOKORO（2011年10月19日、ソニー・ミュージックダイレクト）
- ニコニコミュージカル 源氏物語（2012年8月27日、スクロール）
- ミスFLASH2012（2012年4月10日、イーネット・フロンティア）
- bloom（2012年8月31日、竹書房）
- Sweet Flower（2012年11月20日、ラインコミュニケーションズ）
- みさんぽ（2016年10月21日、イーネット・フロンティア）
- ココカラハジマル（2017年3月17日、双葉社）

### 写真集
- ココカラハジマル（2017年2月21日、双葉社、撮影：渡辺達生）ISBN 978-4575312218

## その他
- 防衛省広報誌『MAMOR』（扶桑社）2015年7月号にて、横須賀基地の水中処分隊を訪問し、海上自衛隊の制服を着て撮影、表紙と巻頭グラビアを飾る。